# شهرستان صبر الموادم
ناحیهٔ صبر الموادم (به عربی: مدیریة صبر الموادم) یک ناحیه در یمن است که در استان تعز واقع شده‌است.
ناحیهٔ صبر الموادم ۱۰۰٬۲۵۴ نفر جمعیت دارد.